# Rudolf Bergman
Rudolf Franciszek Bergman herbu Bergman (ur. 4 kwietnia 1876 w Wilnie, zm. 4 stycznia 1946 w Podkowie Leśnej) – polski aptekarz, burmistrz Lidy w latach 1926-1932, poseł na Sejm Litwy Środkowej.  

## Życiorys
Był synem Jana Kantego Bergmana, powstańca styczniowego, i Stanisławy z Rybickich. Uczęszczał do szkoły średniej w Wilnie. Następnie ukończył studia z zakresu farmacji na Uniwersytecie Moskiewskim. 
W połowie listopada 1918 roku w jego mieszkaniu została założona Rada Narodowa Ziemi Lidzkiej, której został wiceprezesem. W 1919 roku został członkiem zarządu Związku Stowarzyszeń Spożywców. Był darczyńcą Biblioteki Miejskiej w Lidzie. W 1922 roku został wybrany posłem na Sejm Litwy Środkowej z listy Polskiego Centralnego Komitetu Wyborczego w okręgu nr X (Lida). W Sejmie zasiadał w klubie Zespołu Stronnictw i Ugrupowań Narodowych. W 1922 roku został członkiem Rady Naczelnej Unii Narodowo-Państwowej. W 1925 został wybrany sędzią honorowym powiatu lidzkiego.  
W 1926 roku został burmistrzem Lidy. W 1927 został jednocześnie wybrany radnym miejskim z listy nr 1 (Demokratyczne Zjednoczenie Mieszczan Chrześcijan, Urzędników i Pracowników Umysłowych). W tym samym roku roku uczestniczył w zjeździe pracowników samorządowych w Baranowiczach. Należał do rady nadzorczej Związku Kooperatyw w Lidzie. Był przewodniczącym koła Partii Pracy w Lidzie. Zajmował się wydawaniem lokalnego organu partii – „Głos Lidzki”. W Lidzie utworzył polską szkołę i bibliotekę polską. W 1929 został wybrany do sejmiku powiatu lidzkiego. W 1930 zrezygnował z funkcji radnego Lidy. W 1932 roku wydzierżawił swoją aptekę w Wilnie. W 1933 roku został członkiem zarządu, a w 1934 roku został wybrany wiceprezesem Wileńskiego Towarzystwa Farmaceutycznego. 
W czasie II wojny światowej mieszkał w willi w Podkowie Leśnej. Zmarł tamże 4 stycznia 1946 roku. Został pochowany na cmentarzu w Brwinowie. 